# Европско првенство у атлетици на отвореном 2016 — штафета 4 × 100 метара за жене
Трка штафета 4 х 100 метара у женској конкуренцији на Европском првенству у атлетици 2016. у Амстердаму одржано је 9. и 10. јула на Олимпијском стадиону.
Титулу освојену у Цириху 2014, бранила је штафета Уједињеног Краљевства.

## Земље учеснице
Учествовале су 65 атлетичарки из 16 земаља.
1. Грчка (4)
2. Ирска (4)
3. Италија (4)
4. Кипар (4)
5. Мађарска (4)
6. Немачка (4)
7. Норвешка (4)
8. Пољска (4)
9. Словачка (4)
10. Уједињено Краљевство (4)
11. Украјина (4)
12. Француска (4)
13. Холандија (5)
14. Швајцарска (4)
15. Шведска (4)
16. Шпанија (4)

## Освајачи медаља
|                                                                       |                                                                              |                                                                  |
| Јамиле Самуел, Дафне Схиперс, Теса Ван Схаген, Наоми Седнеј Холандија | Аша Филип, Дина Ашер−Смит, Бјанка Вилијамс, Дарил Неита Уједињено Краљевство | Татјана Пинто, Лиза Мајер, Ђина Лукенкемпер, Ребека Хазе Немачка |

## Рекорди
| Рекорди пре почетка Европског првенства 2016. | Рекорди пре почетка Европског првенства 2016.                                     | Рекорди пре почетка Европског првенства 2016. | Рекорди пре почетка Европског првенства 2016. | Рекорди пре почетка Европског првенства 2016. |
| --------------------------------------------- | --------------------------------------------------------------------------------- | --------------------------------------------- | --------------------------------------------- | --------------------------------------------- |
| Олимпијски рекорди                            | Сједињене Државе · (Бјанка Најт, Алисон Филикс, Маршевет Мајерс, Кармелита Џетер) | 40,82                                         | Лондон, Уједињено Краљевство                  | 10. август 2012.                              |
| Светски рекорд                                | Сједињене Државе · (Бјанка Најт, Алисон Филикс, Маршевет Мајерс, Кармелита Џетер) | 40,82                                         | Лондон, Уједињено Краљевство                  | 10. август 2012.                              |
| Европски рекорд                               | Источна Немачка · (Зилке Гладиш, Сабине Ригер, Ингрид Ауерсвалд, Марлис Гер)      | 41,37                                         | Канбера, Аустралија                           | 6. октобар 1985.                              |
| Рекорд европских првенстава                   | Источна Немачка · (Зилке Милер, Катрин Крабе, Керстин Берент, Сабине Гинтер)      | 41,68                                         | Сплит, Југославија                            | 1. септембар 1990.                            |
| Најбољи светски резултат сезоне               | Немачка ·                                                                         | 42,00                                         | Регензбург, Немачка                           | 5. јун 2016.                                  |
| Најбољи европски резултат сезоне              | Немачка ·                                                                         | 42,00                                         | Регензбург, Немачка                           | 5. јун 2016.                                  |

## Сатница
| Датум         | Време | Коло          |
| ------------- | ----- | ------------- |
| 9. јул 2016.  | 14:25 | Квалификације |
| 10. јул 2016. | 17:35 | Финале        |

## Резултати

### Квалификације
У квалификацијама су учествовале 16 екипа, подељене у 2 групе. У финале су се пласирале по три првопласиране из група (КВ) и две на основу постигнутог резултата (кв).,,
| Поз. | Гру. | Ста. | Штафета              | Атлетичарке                                                                | НР    | Вр.   | Бел.    |
| ---- | ---- | ---- | -------------------- | -------------------------------------------------------------------------- | ----- | ----- | ------- |
| 1.   | 1    | 4    | Уједињено Краљевство | Аша Филип, Дина Ашер−Смит, Бјанка Вилијамс, Дарил Неита                    | 42,10 | 42,59 | КВ, НРС |
| 2.   | 2    | 4    | Немачка              | Татјана Пинто, Лиза Мајер, Ђина Лукенкемпер, Ребека Хазе                   | 41,37 | 42,71 | КВ      |
| 3.   | 1    | 3    | Швајцарска           | Ајла дел Понте, Сара Атчо, Елен Шпрунгер, Саломе Кора                      | 42,94 | 42,87 | КВ, НР  |
| 4.   | 1    | 7    | Украјина             | Олесја Повх, Наталија Погребњак, Марија Рјемјењ, Јелисавета Бризгина       | 42,04 | 42,93 | КВ, НРС |
| 5.   | 1    | 5    | Француска            | Флоријан Гнафуа, Селин Дистел-Бонет, Џенифер Галаис, Стела Акакпо          | 41,78 | 43,06 | кв, НРС |
| 6.   | 2    | 8    | Италија              | Ирена Сирагуса, Глорија Хупер, Мартина Амидеи, Одри Ало                    | 43,04 | 43,33 | КВ      |
| 7.   | 2    | 7    | Холандија            | Јамиле Самуел, Marije van Hunenstijn, Теса Ван Схаген, Наоми Седнеј        | 42,32 | 43,34 | КВ, НРС |
| 8.   | 2    | 1    | Пољска               | Агата Форкасјевич, Марика Попович-Драпала, Ана Кјелбасињска, Ева Свобода   | 42,68 | 43,59 | кв, НРС |
| 9.   | 1    | 8    | Кипар                | Оливија Фотопоулу, Рамона Папајоану, Филипа Фотопоулу, Елени Артимата      | 44,75 | 43,87 | НР      |
| 10.  | 2    | 5    | Шпанија              | Марија Исабел Перез, Нана Јакоб, Естела Гарсија, Кристина Лара             | 43,45 | 44,14 | НРС     |
| 11.  | 1    | 1    | Шведска              | Елин Остлунд, Линеа Киландер, Изабел Еурениус, Пернила Нилсон              | 43,61 | 44,27 | НРС     |
| 12.  | 1    | 2    | Ирска                | Џоан Хили, Фил Хили, Сара Мари, Niamh Whelan                               | 43,84 | 44,29 | НРС     |
| 13.  | 2    | 6    | Мађарска             | Вивиен Фани Шчмелц, Ева Каптур, Грета Керекеш, Анастасија Нгујен           | 44,34 | 44,34 | =НР     |
| 14.  | 2    | 2    | Грчка                | Марија Гату, Елисавет Песириду, Екатерини Далака, Марија Белимпасаки       | 43,07 | 44,58 |         |
| 15.  | 2    | 3    | Словачка             | Владимира Шибова, Ленка Кршакова, Дениса Бучкова, Александра Безекова      | 44,65 | 45,31 |         |
|      | 1    | 6    | Норвешка             | Хелен Ронинген, Ида Баке Хансен, Астрид Манген Цедерквист, Езине Окпараебо | 43,94 | НЗ    |         |

### Финале
Такмичење је одржано 10. јула 2016. године у 17:35.
| Пласман | Стаза | Штафета              | Атлетичарке                                                              | Време | Белешке |
| ------- | ----- | -------------------- | ------------------------------------------------------------------------ | ----- | ------- |
|         | 7     | Холандија            | Јамиле Самуел, Дафне Схиперс, Теса Ван Схаген, Наоми Седнеј              | 42,04 | НР      |
|         | 5     | Уједињено Краљевство | Аша Филип, Дина Ашер−Смит, Бјанка Вилијамс, Дарил Неита                  | 42,45 | НРС     |
|         | 4     | Немачка              | Татјана Пинто, Лиза Мајер, Ђина Лукенкемпер, Ребека Хазе                 | 42,48 |         |
| 4.      | 8     | Украјина             | Олесја Повх, Наталија Погребњак, Марија Рјемјењ, Јелисавета Бризгина     | 42,87 | НРС     |
| 5.      | 3     | Швајцарска           | Ајла дел Понте, Сара Атчо, Елен Шпрунгер, Саломе Кора                    | 43,00 |         |
| 6.      | 2     | Француска            | Флоријан Гнафуа, Селин Дистел-Бонет, Џенифер Галаис, Стела Акакпо        | 43,05 |         |
| 7.      | 1     | Пољска               | Агата Форкасјевич, Марика Попович-Драпала, Ана Кјелбасињска, Ева Свобода | 43,24 | НРС     |
| 8.      | 6     | Италија              | Ирена Сирагуса, Глорија Хупер, Мартина Амидеи, Одри Ало                  | 43,57 |         |